# Nid
Nid betyder i nutida språkbruk ungefär smädelse i bland annat sammansättningar som nidbild, nidskrift eller nidvisa samt i avledningar som nida och  niding.
Under medeltiden (fornsvenska: nidh, fornöstnordiska: nīþ, fornvästnordiska: níð, anglosaxiska: nīþ, nīð, fornlågfrankiska: nīth med flera) stod ordet i hela Nordeuropa för en grov ärekränkning, när det gällde män vanligtvis en beskyllning för sexuell perversitet. I sagan om Egil Skallagrimsson finns en berömd skildring av hur Egil ”reste nidstång” mot Erik Blodyxa: på en stång som han födelsedag  med runinskrift och reste vid stranden, satte han ett hästhuvud, riktat i mot land. Detta skulle skrämma bort vättarna och förorsaka Erik olycka.

## Hyponymer
- niding
- nidbild
- nidskrift
- nidstång
- nidvisa